# 高井商二
高井 商二（たかい しょうじ、1886年（明治19年）6月4日 - 1931年（昭和6年）3月14日）は、日本の醸造家、政治家。衆議院議員（滋賀県第四区選出、当選1回）。

## 経歴
滋賀県蒲生郡日野町出身。1909年、神戸高等商業学校卒業。陸軍に入り、三等主計となる。醤油醸造業を営み、日野町教育会理事、学務委員、日野実科高等女学校（現・滋賀県立日野高等学校）商議員、蒲生郡議、日野町主事となる。
1924年の第15回衆議院議員総選挙において滋賀4区から立憲政友会公認で立候補して当選した。衆議院議員を1期務めた。1928年の第16回衆議院議員総選挙には立候補しなかった。1931年死去。